# Ordine supremo famigliare reale di Terengganu
L'Ordine supremo della famiglia reale di Terengganu è un ordine cavalleresco del sultanato di Terengganu.

## Storia
L'ordine è stato fondato il 10 marzo 1981.

## Classi
L'ordine dispone dell'unica classe di membro che dà diritto al post nominale DKT.

## Insegne
- Il  nastro è arancione con bordi bianchi e viola.